# Myōjō

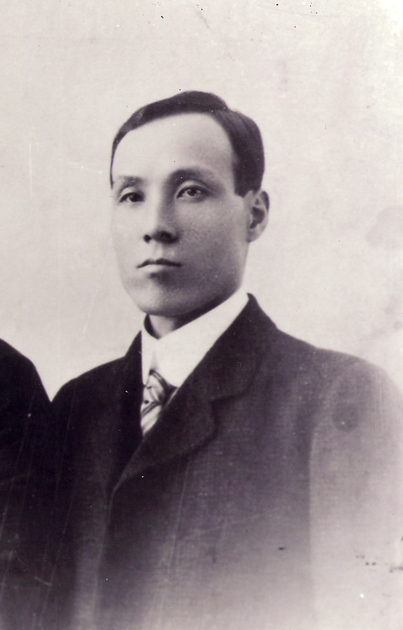
Yosano Tekkan

Myōjō (japanisch 明星) war eine monatlich erscheinende japanische Literaturzeitschrift für Lyrik, die von April 1900 bis November 1908 verlegt wurde. Der Titel der Zeitschrift lässt sich mit „Morgenstern“ oder „der helle Stern“ übersetzen.

## Übersicht
Die Zeitschrift war zugleich das Mitteilungsorgan des von Yosano Tekkan 1899 gegründeten Dichterkreises Shinshisha (新詩社, etwa: Gesellschaft für neue Poesie). Die Zeitschrift Myōjō hatte sich ursprünglich der Entwicklung und Förderung einer modernen 31-morigen Tanka-Form verschrieben. Weitere wichtige Mitglieder des Dichterkreises, die in der Myōjō veröffentlichten, waren Dichter, die der japanischen Romantik und der Strömung des japanischen Ästhetizismus zugehören, wie Yosano Akiko, Hagiwara Sakutarō, Ishikawa Takuboku, Iwano Hōmei, Kitahara Hakushu, Noguchi Yonejirō, Kinoshita Rigen und Satō Haruo. Die Zeitschrift wurde von Mori Ōgai, Ueda Bin und Baba Kochō beraten, wobei Yosano Tekkan als Chefredakteur die Zeitschrift herausgab.
Uneinigkeit im Dichterkreis führte dann 1908 zur Einstellung der Zeitschrift mit Ausgabe Nummer 100. Die Zeitschrift wurde später noch zweimal wiederbelebt: von 1921 bis 1927 ebenfalls von Yosano Tekkan und von 1947 bis 1949.

## Besondere Vorfälle
In Ausgabe Nr. 8 erschien ein zweiseitiges Aktbild, das von einem französischen Gemälde inspiriert und vom Illustrator Ichijō Seibi gestaltet worden war. Diese Abbildung sorgte für Empörung, woraufhin diese Ausgabe wegen Sittenwidrigkeit vom Ministerium für Innere Angelegenheiten verboten wurde. Ichijō übernahm die Verantwortung und wurde in der Folge aus dem Dichterkreis ausgeschlossen.